# SMS Kaiser Max (1862)
O SMS Kaiser Max foi um navio ironclad operado pela Marinha Austríaca e depois pela Marinha Austro-Húngara, a primeira embarcação da Classe Kaiser Max, seguido pelo SMS Don Juan d'Austria e SMS Prinz Eugen. Sua construção começou em outubro de 1861 na Stabilimento Tecnico Triestino e foi lançado ao mar em março de 1862, sendo comissionado na frota no ano seguinte. Era armado com uma bateria de 31 canhões de diferentes tamanhos, tinha um deslocamento de mais de três mil toneladas e alcançava uma velocidade máxima de onze nós.
O Kaiser Max participou em 1866 da Guerra Austro-Prussiana, sendo um dos membros da frota austríaca que enfrentou a frota italiana em julho na Batalha de Lissa. Nesta, ele enfrentou outros ironclads, mas não conseguiu infligir muitos danos e também não foi seriamente danificado. Passou por reformas depois da guerra a fim de melhorar sua navegabilidade e também recebeu um novo armamento, mas pouco fez pelo restante de sua carreira. O navio já estava obsoleto, deteriorado e com seu casco apodrecido em 1873, assim foi tirado de serviço e desmontado.

## Características
O Kaiser Max tinha 70,78 metros de comprimento entre perpendiculares, uma boca de dez metros e um calado médio de 6,32 metros. Seu deslocamento era de 3 646 toneladas. Seu sistema de propulsão consistia em um motor a vapor horizontal de expansão única com dois cilindros que girava uma hélice. O número e tipo das caldeiras a carvão é desconhecido. Tinha uma potência indicada de 1,9 mil cavalos-vapor (1,4 mil quilowatts) para uma velocidade máxima de onze nós (vinte quilômetros por hora). Sua autonomia era de 1,2 mil milhas náuticas (2,2 mil quilômetros) a uma velocidade de dez nós (dezenove quilômetros por hora). Sua tripulação consistia em 386 oficiais e marinheiros.
O armamento principal do Kaiser Max era composto por dezesseis canhões antecarga de 48 libras e quinze canhões antecarga de 24 libras arranjados em uma bateria lateral. Também levava um canhão de doze libras e um de seis libras. Era protegido por um cinturão de blindagem feito de ferro forjado com 110 milímetros de espessura.

## História

### Início de serviço
O batimento de quilha do Kaiser Max ocorreu em outubro de 1861 nos estaleiros da Stabilimento Tecnico Triestino em Trieste e foi lançado ao mar em 14 de março de 1862. Os trabalhos de equipagem foram finalizados no ano seguinte, quando foi comissionado na Marinha Austríaco. Logo foi descoberto que muita água respingava à vante no convés devido sua proa aberta, consequentemente o navio tinha uma navegabilidade ruim. Ele colidiu em junho de 1864 com o navio mercante britânico SS Rapid próximo do litoral de Portugal, ficando seriamente danificado. A Itália declarou guerra contra a Áustria em 1866, iniciando a Terceira Guerra de Independência Italiana, conflito que fez parte da Guerra Austro-Prussiana. O contra-almirante Wilhelm von Tegetthoff, o comandante da frota austríaca, começou imediatamente a mobilizar seus navios. Eles começaram a receber tripulações completas e realizar exercícios de treinamento em Fasana. Tegetthoff levou a frota austríaca para Ancona em 27 de junho em uma tentativa de atrair os italianos para uma batalha, mas o almirante Carlo Pellion di Persano, comandante italiano, não saiu em surtida, pois estava reabastecendo seus navios depois de uma viagem de Tarento. Tegetthoff fez outra surtida em 6 de julho, mas novamente os italianos não tentaram interceptá-lo.

### Batalha de Lissa

Disposição das frotas austríaca e italiana no começo da Batalha de Lissa

A frota italiana deixou Ancona em 16 de julho e seguiu para a ilha de Lissa, onde chegou dois dias depois. Junto estavam navios de transporte de tropas com três mil soldados. Os italianos passaram os dois dias seguintes bombardeando as defesas austríacas na ilha e fracassaram em uma tentativa de desembarque. Tegetthoff recebeu vários telegramas entre 17 e 19 de julho notificando-o do ataque, que ele inicialmente achou que era uma distração a fim de afastar a frota austríaca de suas principais bases em Pola e Veneza. Entretanto, Tegetthoff se convenceu na manhã do dia 19 que Lissa era de fato o objetivo italiano, assim pediu permissão para atacar. Os austríacos aproximaram-se na manhã de 20 de julho, com a frota italiana estando arrumada para uma nova tentativa de desembarque. Estes estavam divididos em três grupos, com apenas os dois primeiros conseguindo se concentrar em tempo. Tegetthoff arrumou seus ironclads em cunha, com o Kaiser Max no flanco esquerdo.
Persano, enquanto colocava seus navios em formação, transferiu sua capitânia do ironclad Re d'Italia para o Affondatore. Isto criou um buraco na linha italiana e Tegetthoff aproveitou a oportunidade para dividir a frota italiana e criar um melê. Ele passou pelo buraco, mas não conseguiu abalroar navio algum, assim foi forçado a dar a volta e tentar de novo. Na segunda passagem o Kaiser Max enfrentou o Re d'Italia, com o segundo danificando as velas e chaminé do primeiro. O Re d'Italia acabou abalroado e afundado pelo ironclad SMS Erzherzog Ferdinand Max, com o Kaiser Max então tentando abalroar outro ironclad italiano, sem sucesso. Em seguida trocou disparos com o navio de defesa de costa Palestro. Seu irmão SMS Don Juan d'Austria acabou sendo cercado por vários navios italianos, com o Kaiser Max indo ajuda-lo.
Os italianos encerraram a batalha pouco depois e Persano se recusou a montar um contra-ataque com suas forças desmoralizadas, mesmo ainda mantendo uma superioridade numérica. Além disso, seus navios estavam com pouco estoque de carvão e munições. O recuo dos italianos foi acompanhado pelos austríacos, mas Tegetthoff manteve uma certa distância para não colocar seu sucesso em risco. A batalha terminou por completo com o cair da noite, com os italianos seguindo para Ancona e os austríacos para Pola. O Kaiser Max emergiu da batalha praticamente ileso, pois os projéteis italianos não foram capazes de perfurar sua blindagem.

### Resto de carreira
Tegetthoff, depois de voltar para Pola, manteve a frota no norte do Mar Adriático em patrulhas contra um possível ataque italiano. Isto nunca ocorreu e os dois países assinaram em 12 de agosto o Armistício de Cormons, encerrando as hostilidades e levando ao Tratado de Viena. Apesar da Áustria ter derrotado a Itália em Lissa e na Batalha de Custoza em terra, o Exército Austríaco foi derrotado decisivamente pela Prússia na Batalha de Königgrätz. Isto levou ao Compromisso de 1867 e o estabelecimento da Áustria-Hungria, que foi forçada a ceder Lombardo-Vêneto para a Itália. As duas metades da monarquia dual tinham poder de veto sobre a outra, com o desinteresse húngaro em uma expansão naval levando a orçamentos seriamente reduzidos para a frota. A maior parte da frota austríaca foi descomissionada e desarmada imediatamente depois do fim da guerra.
A Marinha Austro-Húngara iniciou um modesto programa de modernização depois da guerra, concentrando-se no rearmamento dos ironclads com novos canhões. O Kaiser Max passou por reformas em 1867 a fim de corrigir sua navegabilidade, com sua proa sendo coberta e o navio rearmado com doze canhões antecarga de 178 milímetros e dois canhões de 76 milímetros. Ele estava obsoleto e com um casco apodrecido em 1873, assim foi decidido substituí-lo. O governo se recusou a conceder dinheiro para a construção de novos ironclads, mas projetos de "reconstrução" eram menos polêmicos e assim orçamento foi aprovado para que os três navios da Classe Kaiser Max fossem modernizados. Na realidade, o Kaiser Max foi desmontado a partir de dezembro de 1873, com apenas alguns elementos como seu motor, placas de blindagem e outros itens reciclados para serem usados no novo SMS Kaiser Max, construído com o dinheiro para a reconstrução do antigo e nomeado com o mesmo nome para que a verdade fosse escondida.